# 黑石市
黑石市（日语：／*/?）是位於日本青森縣中部的城市。轄區地處津輕平原的南端，淺瀨石川則流經市區的南部地帶並往東流。十和田八幡平國立公園的西面入口便位於市內。當地以生產蘋果而聞名。黑石市在明治時期作為津輕地方南部的中心地區而逐漸繁榮，現今當地居民在通勤與就學方面則與弘前市與青森市有著密切的關聯。

## 地理
黑石市境內約62.5%的面積被山林覆蓋。東部為八甲田山的連峰，西部的平坦地區則位於津輕平原上。淺瀨石川流經市區的南部地帶，其支流中野川、青荷川與二庄内川也流經市內。

### 氣候
由於黑石市被山岳包圍，因此在氣候上較屬於盆地型氣候。當地的年均溫約為9.9℃至10.6℃，年降雨量則約1200毫米。冬天積雪深度約為1公尺且風向偏西，根雪期 (積雪未融化並持續30天以上) 則從12月下旬持續至3月下旬。

## 歷史
黑石市的歷史最早可追溯至繩紋時代，在市內共發現205處屬於繩紋時代的遺蹟，且分佈於淺瀨石川和石川的沿岸地區。中世紀時，黑石地區由北條氏得宗的地頭代官工藤氏治理，當時工藤貞行在市內的境松地區建立城館。室町時代，屬於南部氏一族的千德氏在淺瀨石地區修築城池，並且統治津輕地方。
戰國時代，千德氏與津輕為信結盟對抗南部氏，但後來雙方的聯盟破局。天正18年 (1590年) ，豐臣秀吉承認津輕為信對津輕地方的支配。慶長2年 (1597年) ，津輕氏攻下淺瀨石城，千德氏至此滅亡。慶長８年 (1603年) ，津輕為信出任弘前藩首任藩主，黑石地區也隸屬於弘前藩。明曆2年 (1656年) ，輔佐弘前藩第4代藩主津輕信政的津輕信英獲封黑石領5千石，並在黑石地區興建陣屋。文化6年 (1809年) ，第８代領主津輕親足被加封至1萬石，黑石藩也於同年成立。
1954年（昭和29年）7月1日 ，南津輕郡的黑石町、中鄉村、六鄉村、山形村、淺瀨石村合併成黑石市。1956年（昭和31年）10月1日 ，南津輕郡的尾上町追子野木被編入黑石市，形成現今的黑石市。

## 行政
- 市長：髙樋憲（2014年7月18日就任）

### 歷任市長（舊市）
| 任    | 姓名       | 就任年月日                |
| ----- | ---------- | ------------------------- |
| 1     | 福士永一郎 | 1954年（昭和29年）7月28日 |
| 2-5   | 高樋竹次郎 | 1958年（昭和33年）7月17日 |
| 6-8   | 中村淳治   | 1974年（昭和49年）7月18日 |
| 9-11  | 清藤三津郎 | 1986年（昭和61年）7月18日 |
| 12-14 | 鳴海廣道   | 1998年（平成10年）7月18日 |
| 16    | 髙樋憲     | 2014年（平成26年）7月18日 |

## 經濟

### 郵政

#### 配送據點
- 郵政事業弘前分店
  - 黑石配送據點

#### 郵政局
- 黑石郵政局（84007）
- 溫湯郵政局（84093）
- 陸奧六鄉郵政局（84125）
- 淺瀨石郵政局（84173）
- 黑石濱町郵政局（84184）
- 中鄉郵政局（84186）
- 黑石山形町郵政局（84241）
- 追子野木簡易郵政局（84729）

## 交通

### 鐵道
- 弘南鐵道
  - 弘南線：境松站 - 黑石站

### 巴士
- 東北自動車道牡丹平巴士站
  - 翌檜號：青森 - 盛岡
  - 藍城號：青森 - 仙台
- 弘南巴士 
  - 青森～黑石線
  - 弘前～黑石．大川原線（途經日沼）
  - 板留～南高校線
  - 黑石～弘前（途經高田）．聖愛高校線
  - 黑石～板留．虹之湖公園．溫川線
  - 黑石～大川原線
  - 黑石～高野線 （途經馬場尻）
  - 黑石～浪岡線 （途經本郷）
  - 黑石～尾上線 （途經高賀野）
  - 黑石～川部線
- 黑石市旅遊巴士高原號
  - 西部旅程
  - 中部．東旅程
  - 長坂旅程
  - 北旅程
  - 千歲．南旅程

### 道路

#### 高速公路
- 東北自動車道黑石交匯處

#### 一般國道
- 國道102號
  - 虹之湖道之驛
- 國道394號

#### 縣道

##### 主要地方道
- 青森縣道13號大鰐浪岡線
- 青森縣道38號五所川原黑石線

##### 一般縣道
- 青森縣道110號黒石藤崎線
- 青森縣道135號吹上金屋黑石線
- 青森縣道146號浪岡北中野黑石線
- 青森縣道148號畑中竹鼻線
- 青森縣道226號酸湯黑石線
- 青森縣道268號弘前田舎館黑石線（舊：國道102號）
- 青森縣道270號黑石停車場線

#### 黑石市道
- 黑石市道道前町野添線（被選為「日本街道100選」的路線）
- 黑石市道要目線
- 黑石市道袋井町2號線
- 黑石市道南中野本通線
- 黑石市道南中野7號線
- 黑石市道長坂淨仙寺線
- 黑石市道大河原黑森2號線
  - 更多

## 觀光

### 景點、遺跡
- 中野紅葉山
- 黑石溫泉鄉
- 津輕小木偶館
- 津輕傳承工藝館（鄰近小木偶館）
- 秋田雨雀紀念館（南地方教育會館內、內町） （页面存档备份，存于）
- 虹之湖公園
- 黑石炒麵 - 使用平麵
  - 湯汁炒麵
- こみせ通り（黑石市道道前町野添線）
- 黑石市中町（重要傳統建築物群保存地區） （页面存档备份，存于）
- 高橋家住宅 （中町）國家重要文化財產  （页面存档备份，存于）
- 法眼寺（山形町）鐘樓堂（縣重要寶物） （页面存档备份，存于）、黑石藩主的祈禱所。
- 妙經寺之榧木（京町字寺町、妙經寺）縣自然景觀、估計樹齡為500年、在1652年（承應元年）妙經寺創寺之前，在當地廣泛的面積生長，據說可以不斷生長。 （页面存档备份，存于）
- 黑石市消防團 第三分團 第三消防部屯所（甲德兵衛町）縣重要寶物、大正13年。 （页面存档备份，存于）
- 津輕茶道美術館

### 祭典、特別活動
- 黑石立佞武多節（7月下旬～8月上旬）
- 黑石よされ節（8月中旬）
- 黑石こみせ節（9月中旬、2月上旬）
- 黑石蘋果節（11月）
- 舊正マッコ市（2月第1個星期日）
- 大川原火流し

## 地域

### 教育

#### 高等學校
- 青森縣立黑石高等學校
- 青森縣立黑石商業高等學校

#### 中學
- 黑石市立中鄉中學
- 黑石市立黑石中學
- 黑石市立六鄉中學
- 黑石市立東英中學
- 黑石市立厚目內小・中學

#### 小學
- 黑石市立黑石小學
- 黑石市立中鄉小學
- 黑石市立黑石東小學
- 黑石市立六鄉小學
- 黑石市立上十川小學
- 黑石市立北陽小學
- 黑石市立東英小學
- 黑石市立牡丹平小學
- 黒石市立追子野木小學
- 黒石市立淺瀨石小學
- 黑石市立厚目內小．中學

#### 特殊支援學校
- 青森縣立黑石養護學校

#### 其他設施
- 青森縣農業大學（農業者研修教育施設、於2009年3月廢校）

## 姊妹城市、提攜都市

### 國外
- 韋納奇市（美國華盛頓州）
  - 於1971年（昭和46年）10月5日作姊妹都市提攜。
- 永川市（南韓慶尚北道）
  - 於1984年（昭和59年）8月17日作姊妹都市提攜（作運動、教育、文化、經濟等交流）。

### 國內
- 宮古市（岩手縣）
  - 於1966年（昭和41年）4月1日締結姊妹城市（作運動、教育、文化、經濟等交流）。

## 本地出身的名人
- 秋田雨雀（詩人、小說家）
- 明本京靜（填詞人、作曲家）
- 黑石八郎（民謠歌手、藝人）
- 高橋美德（前職業拳擊手）
- 工藤隆人（職業棒球選手）
- 唐牛敏世（陸奧銀行初代頭取）
- 工藤悟（九州朝日放送播音員）
- 畑山茂雄（田徑選手（鐵餅））

## 關聯條目
- 日本市町村列表

## 外部連結
- 黑石市 （页面存档备份，存于）（日語）